# Sumurun
Sumurun är en tysk romantisk drama-stumfilm från 1920. Filmen är regisserad av Ernst Lubitsch, som även skrivit manus tillsammans med Hanns Kräly.
Filmen är baserad på en pantomime av Friedrich Freksa.

## Rollista
- Ernst Lubitsch – Yeggar
- Pola Negri – Yannaia
- Paul Wegener – Der alte Scheich
- Jenny Hasselqvist – Sumurun
- Aud Egede-Nissen – Haidee
- Harry Liedtke – Nur-Al Din
- Carl Clewing – Der junge Scheich
- Margarete Kupfer – Alte Frau
- Jakob Tiedtke – Head Eunuch
- Max Kronert – Muffti
- Paul Biensfeldt – Achmed
- Paul Graetz – Pufti